# Sindicato Único de Trabajadores del Estado de la Ciudad de Buenos Aires
El Sindicato Único de Trabajadores del Estado de la Ciudad de Buenos Aires (SUTECBA) cuenta con personería gremial N.º 91 a nivel nacional y representa según sus estatutos gremiales a todos los trabajadores que prestan servicios para el Estado de la Ciudad de Buenos Aires en cualquiera de sus tres poderes, incluyendo a todos los jubilados que hubiesen prestado servicios durante su actividad laboral en cualquier organismo perteneciente al actual GCBA.
SUTECBA es sucesor de la Unión Obreros y Empleados Municipales (UOEM), la que se constituyó el 8 de enero de 1916, motivo por el cual este sindicato celebró este año su centenario. Se encuentra adherido a la Confederación General del Trabajo (CGT), a las 62 Organizaciones Peronistas y a la Confederación de Obreros y Empleados Municipales de la República Argentina (COEMA).